# بيت هبة (المحويت)

تعديل مصدري - تعديل

بيت هبــة هي إحدى قرى عزلة الوسط بمديرية المحويت التابعة لمحافظة المحويت، بلغ تعداد سكانها 185 نسمة حسب تعداد اليمن لعام 2004.